# 太陰月
太陰月是陰曆中相同類型的兩個連續朔望之間的時間：新月或滿月，但確切的定義各不相同，尤其是月初。

從北半球看到月球的月相循環變化動畫。月球明顯的擺動被稱為天秤動。

## 變化
在紹納、中東和歐洲的傳統是，每月開始於年輕的新月在傍晚首次看見時，但合日（朔）通常是在這之前的一兩天（例如，在伊斯蘭曆中）。在古埃及，陰曆月從日出前看不到殘月的那一天開始。其他人從滿月到滿月。
還有一些人使用不同程度的計算，例如希伯來曆、中國曆或教會陰曆。日曆計算整數天，因此月份的長度可能為29天或30天，順序有規律或不規則。月相很突出，並且在印度次大陸廣泛使用的古代印度教班昌加姆曆法中計算得非常精確。在印尼，從合相到合相的月份分為三十個部分，稱為。的長度在19到26小時之間。該日期以日出時的裁決命名。當 短於白天時，可能會跳躍。這種情況稱為或 。相對的，也可能「停滯」，也就是說，同一個與連續兩天相關聯。這被稱為。
在英語英美法系中，「太陰月」傳統上意味著恰好28天或四個星期，因此 12個月的合同正好持續48星期。在聯合王國，《1925年財產法法令》第61（a）條正式取代契約和其它書面合同的太陰月，而1850年後立法則由1978年釋義法令（附表1與第5條和第23條以及附表2第4（1）（a）段一起閱讀）及其前身正式取代。

## 類型
太陰月有幾種類型。「太陰月」這個術語通常指的是 朔望月，因為它是可見的月相週期。
以下大多數類型的太陰月，除了恆星月和回歸月之間的區別外，最早是在巴比倫月球天文學。

### 朔望月
「會合月」（希臘語：συνοδικός，羅馬化：synodikós，意思是「與合有關，即會合」，在這種情況下是太陽和月亮），也稱為「朔望月」，是月球軌道相對於日、地、月三者連成一線（同經度）的平均週期：29天12小時44分2.9秒。這是月相的週期，因為月球的外觀取決於從地球上看到的月球相對於太陽的位置。由於潮汐鎖定，月球的同一半球始終面向地球，因此月球日（月球上的日出到日出）的長度等於月球完成一個繞地球軌道，返回到相同月相所需的時間。
當月球繞地球運行時，地球也在繞太陽運行的軌道上運行。自上個月以來，似乎相對於恆星移動完成其§ 恆星月，月球必須移動得更多一點才能到達與太陽角距離相同的新位置。因此，在27天7小時43分11.5秒時，恆星月比朔望月短約2.2天。因此，公曆年長大約是13.37個恆星月，或大約12.37個朔望月。
由於地球繞太陽的軌道是橢圓，而不是圓形軌道，因此地球繞太陽運行的速度在一年中會發生變化。因此，角速度在接近近日點時速度較快，在遠日點附近較慢。月球繞地球運行的軌道也是如此（在更大程度上）。由於角速度的這兩種變化，月相之間的實際時間可能從大約29.274天（或 29 d 6 h 35 min）到大約 29.829天（或29 d 19 h 54 min）不等.。
現代（平均朔望月）的平均持續時間為29.53059天或29 d 12 h 44 min 3 s，任何給定年份的平均值變化多達7小時 。使用Chapront-Touzé and Chapront  (1988)的月球運動論可以推導出更數位更精確的特定日期平均持續時間
29.5305888531 + 0.00000021621T − 3.64×10−10T2 
此處T = (JD − 2451545.0)/36525和JD是儒略日（和JD = 2451545相當於公曆2000年1月1日）。古代和中世紀歷史中會合月的持續時間本身就是一個學術研究的課題。

### 恆星月
月球軌道相對於天球（國際天球參考系；ICRF）上明顯恆星的週期稱為恆星月，因為它是月球返回恆星（拉丁語：sidera）中相似位置所需的時間（拉丁語：sidera）：27.321661日（27天7小時43分11.6秒）。中東、印度和中國的文化中以以下方式觀察到這種類型的月份：它們將天空分為27或 28個月站，每個代表每月的一天，通過其中最耀眼的恆星來識別。

### 回歸月
回歸月也稱為分至月，正如回歸年是基於地球繞太陽公轉之間的時間量（基於希臘語 τροπή 的意思是「轉動」），回歸月是相應的分點或至點之間的平均時間。它也是月球從南天半球穿過北半球（反之亦然），或連續穿過給定的赤經或黃經的連續時刻之間的平均時間。月球每個回歸月抵達北至點一次，南至點也是如此。
習慣上指定天體相對於白羊宮的第一點（太陽在三月分點的位置）的位置。由於地球的春分點進動，該點沿著黃道緩慢退行。因此，月球返回0°的黃道經度所需的時間比返回恆星中的同一點所需的時間要短。 這個稍短的週期，27.321582天（27天7小時43分4.7秒），通常被稱為「回歸月」，類似於地球的回歸年。

### 近點月
月球軌道近似於橢圓而不是圓。然而，該軌道的方向（以及形狀）不是固定的。特別是極值點的位置（拱點的線：近地點和遠地點）， 在大約 3,233天（8.85年）旋轉一次（拱線進動）。月球需要更長的時間才能返回同一個拱點，因為它在每一圈中向前移動。這個較長的時期被稱為「近點月」，並且平均長度為 27.554551天（27天13小時18分33.2秒）。月球的視直徑隨這時期而變化，因此這種類型與日食的預測有一定的相關性（參見沙羅週期），其範圍、持續時間和外觀（無論是全食還是環食）取決於月球的確切視直徑。 滿月的視直徑隨滿月週期而變化，滿月週期是朔望月和近點月份的節拍週期，以及拱線再次指向太陽的週期。
近點月比恆星月長，因為近地點在月球繞地球運行時沿同一方向 移動，大約每 8.85 年公轉一圈。因此，月球返回近地點的時間比返回同一顆恆星的時間要長一些。

### 龍月（交點月）
龍月或龍之月也稱為交點月。龍這個名字指的是神話中的龍，據說它生活在月球交點中，並在食的期間吃掉太陽或月球。只有當月球位於或靠近其軌道穿過黃道面的交點之一時，才有可能發生日食或月食；即衛星位於其任一軌道交點處或附近。
月球的軌道位於相對於黃道面約有5.14°的傾斜的平面上。這個平面上的月球軌道穿過黃道面的兩點：「升交點」和「降交點」。
龍月或交點月是月球亮連續兩次通過同一交點的平均時間間隔。 由於太陽引力對地球的角動量施加在月球系統的扭矩，月球軌道平面逐漸旋轉向西，這意味著交點逐漸繞地球旋轉。因此，月球返回同一交點所需的時間比恆星月短，持續27.212220天數（27天5小時5分 35.8秒）。月球軌道的交點線 進動 360°，約6,793天（18.6年）。
龍月比恆星月短，因為交點在月球繞地球運行的交點進動相反方向，每 18.6 年旋轉一圈。因此，月球返回同一交點的時間略早於返回與同一參考恆星相遇。

## 太陰月的長度
無論文化如何，所有陰曆月份都近似於朔望月的平均長度，即月球經歷其相位（新月，上弦月，滿月，下弦月）並返回所需的平均週期：29或30日。月球每27.32天繞地球一週（恆星月），但由於地球也繞太陽運動，因此月球還需要在其軌道中再運行2.21天才能回到與太陽處於相同的相對位置的點，完成一個朔望週期。
下表源自Chapront, Chapront-Touzé & Francou 2002，列出了五種天文太陰月的平均長度。這些值都不是恆定的，因此提供了長期變化的一階（線性）近似值。
適用於曆元J2000.0（2000年1月1日12:00 TT）：
| 月的類型         | 長度（日）                    |
| ---------------- | ----------------------------- |
| 交點月（龍月）   | 27.212220815 + 4.14×10−6 × T  |
| 回歸月（分至月） | 27.321582252 + 1.82×10−7 × T  |
| 恆星月           | 27.321661554 + 2.17×10−7 × T  |
| 近點月           | 27.554549886 − 1.007×10−6 × T |
| 朔望月           | 29.530588861 + 2.52×10−7 × T  |

註解： 在此表中，時間以曆書時（更準確地說是地球時）表示，一日為86,400SI秒。T是自2000.0曆元（2000 年）以來的世紀數，等同於儒略年的36,525日。對於日曆計算，人們可能會使用以世界時的時間尺度測量的天數，它遵循地球的自轉，並逐漸累積與星曆時的差值，稱為 ΔT（「delta-T」）。
除了這些值的長期（千禧年）漂移外，由於太陽和行星的複雜軌道效應影響其運動，所有這些週期都在其平均值附近不斷變化。

### 推導
這些週期源自德朗奈在月球運動論中使用的自變數，如表4所示Chapront，Chapront-Touzé & Francou (2002)。
W1是月球相對於固定ICRS春分點的黃道經度：其週期是恆星月。如果我們將進動率添加到恆星角速度中，我們得到與春分點日期相關的角速度：它的週期是回歸月（很少使用）。l是平近點：它的週期是近點月。F是緯度的自變數：它的週期是龍月。D是月球與太陽的距角：其週期是朔望月。
從參數“A”（角度）的多項式推導週期：
{\displaystyle A=A_{0}+(A_{1}\times T)+(A_{2}\times T^{2})};
T以世紀（cy）為單位，是距J2000.0的世紀數。每世紀的天數為36,525日。
角速度是一階導數：
{\displaystyle \operatorname {d} \!A/\operatorname {d} \!t=A'=A_{1}+(2\times A_{2}\times T)}.
週期（Q）是角速度的倒數：
{\displaystyle Q={1 \over A'}={1 \over A_{1}+(2\times A_{2}\times T)}={1 \over A_{1}}\times {1 \over 1+(2\times {A_{2} \over A_{1}}\times T)}={1 \over A_{1}}\times (1-2\times {A_{2} \over A_{1}}\times T)={1 \over A_{1}}-(2\times {A_{2} \over (A_{1}\times A_{1})}\times T)},
忽略高階項。
A1單位為″/cy；
A2單位為″/cy2；
所以結果是“Q”用cy/“表示，但這是一個非常不方便的單位。
轉1圈（rev）為360° × 60' × 60" = 1,296,000"；
將速度單位轉換為轉數/天，將A1除以B1 = 1,296,000 × 36,525 = 47,336,400,000；
C1 = B1 ÷ A1
則是曆元J2000.0的週期（以天/轉為單位）。
對於轉速/日2，將A2除以B2 = 1,296,000 × 36,5252 = 1,728,962,010,000,000.
對於{\displaystyle A_{2}\div (A_{1}\times A_{1})}，數值轉換係數變為2 × B1 × B1 ÷ B2 = 2 × 1,296,000。
這將給出一個線性項，以每天（期間）變化的日數為單位，這也是一個不方便的單位：
每年的變化乘以係數365.25，對於每世紀的變化乘以係數36,525。
C2 = 2 × 1,296,000 × 36,525 × A2 ÷ (A1 × A1).
然後以「日」天為週期「P」的單位：
{\displaystyle P=C_{1}-C_{2}\times T}.
朔望月的例子，來自德朗奈的論點「D」：
D ' = 1602961601.0312 − 2 × 6.8498 × T "/cy；
A1 = 1602961601.0312"/cy；
A2 = −6.8498"/cy2；
C1 = 47,336,400,000 ÷ 1,602,961,601.0312 = 29.530588860986日；
C2 = 94,672,800,000 × −6.8498 ÷ (1,602,961,601.0312 × 1,602,961,601.0312) = −0.00000025238 日/cy。

### 註解
1. ↑  2001年，朔望月從 1月的29 天19小時14分到7月的29天7小時11分不等。2004 年的變化從5月的29天15小時35分到12月的 29天10小時34分[9]。
2. ↑  In medieval times, the part of the Moon's orbit south of the ecliptic was known as the 'dragon' (which devoured the Moon during eclipses) and from this we get the terminology 'dragon's head' for the ascending node and 'dragon's tail' for the descending node. … The periods between successive nodes has, over time, been termed the dracontic, draconic and draconitic month, the words deriving from the Greek for 'dragon'.[18]

### 引文
1. ↑  Parker (1950)，第9-23頁.
2. ↑  Angell (1846)，第52頁.
3. ↑  Law (1983)，第405頁.
4. ↑  Template:Halsbury
5. 1 2 3 4  Supplement (1961)，第107, 488頁.
6. ↑  補充 (1961)，第107，488頁.
7. ↑  Meeus, Jean. . Willmann-Bell. 1991: 324.
8. ↑  Seidelmann (1992)，第577頁:為方便起見，通常說陰曆年有十二個朔望月，即354.36707天。
9. ↑  . astropixels.com. 8 November 2019.
10. ↑  Chapront-Touzé & Chapront (1988).
11. ↑  Seidelmann (1992)，第576頁.
12. ↑  Goldstein 2003，第65頁.
13. 1 2  Lang 2012，第57頁.
14. ↑  Wakker, Karel. . Institutional Repository, Delft University of Technology. 2015: 257. ISBN 978-94-6186-419-2.
15. ↑  John Guy Porter, "Questions and Answers: What does the period "tropical month" represent?", Journal of the British Astronomical Association, 62 (1952), 180.
16. ↑  . eclipse.gsfc.nasa.gov.   [2024-11-14].
17. ↑  Lockyer, Sir Norman. . American Book Company. 1870: 223  [10 February 2014]. The nodical month is the time in which the Moon accomplishes a revolution with respect to her nodes, the line of which is also movable.
18. ↑  Linton 2004，第7頁.
19. ↑  . Universities Space Research Association. 2024-04-22  [2024-10-29].
20. ↑  Espenak, Fred. .   [4 April 2014].
21. ↑  Fraser Cain. . Universe Today. 24 October 2008  [18 April 2012].
22. ↑  . NASA.

### 來源
- Angell, Joseph Kinnicut. . Boston: Charles C Little and James Brown. 1846: 52.
- Chapront, Jean; Chapront-Touzé, Michelle; Francou, George. . Astronomy & Astrophysics. 2002, 387 (2): 700–709. Bibcode:2002A&A...387..700C. doi:10.1051/0004-6361:20020420 .
- Chapront-Touzé, M; Chapront, J. . Astronomy and Astrophysics. 1988, 190: 342. Bibcode:1988A&A...190..342C.
- Goldstein, Bernard.  (PDF). Journal for the History of Astronomy (Science History Publications). 2003, 34 (114): 65. Bibcode:2003JHA....34...65G. S2CID 121983695. doi:10.1177/002182860303400104.
- Lang, Kenneth. . Springer. 2012: 57.
- Law, Jonathan (编). . Oxford University Press. 1983. ISBN 978-0198802525.
- Linton, Christopher M. . Cambridge University Press. 2004: 7. Bibcode:2004fete.book.....L.
- Parker, Richard A. . Chicago: University of Chicago Press. 1950.
- . London: Her Majesty's Stationery Office. 1961: 107, 488.
- Seidelmann, P. Kenneth (编). . 1992: 576.

### 進階讀物
- Bishop, Roy L. (编). . The Royal Astronomical Society of Canada. 1991: 14.